# ケア＝キトノス県

ケア＝キトノス県
Περιφερειακή ενότητα Κέας-Κύθνου測地系: 北緯37度05分 東経25度10分 / 北緯37.083度 東経25.167度座標: 北緯37度05分 東経25度10分 / 北緯37.083度 東経25.167度

ケア＝キトノス県（ケア＝キトノスけん、Κέα - Κύθνος / Kea - Kythnos）は、ギリシャ共和国の南エーゲ地方を構成する行政区（ペリフェリアキ・エノティタ）のひとつ。キクラデス諸島のケア島とキトノス島などからなる。

## 地理
キクラデス諸島の北西部に位置する、ケア島とキトノス島からなる。

## 行政区画

旧キクラデス県の自治体

### 市（ディモス）
ケア＝キトノス県は、以下の自治体（ディモス、市）から構成される。面積の単位はkm²、人口は2001年国勢調査時点。
|    | 自治体名 | 綴り   | 政庁所在地    | 面積  | 人口  |
| -- | -------- | ------ | ------------- | ----- | ----- |
| 8  | ケア     | Κέα    | イウリダ (en) | 128.9 | 2,417 |
| 10 | キトノス | Κύθνος | キトノス      | 100.2 | 1,608 |

### 旧自治体（ディモティキ・エノティタ）

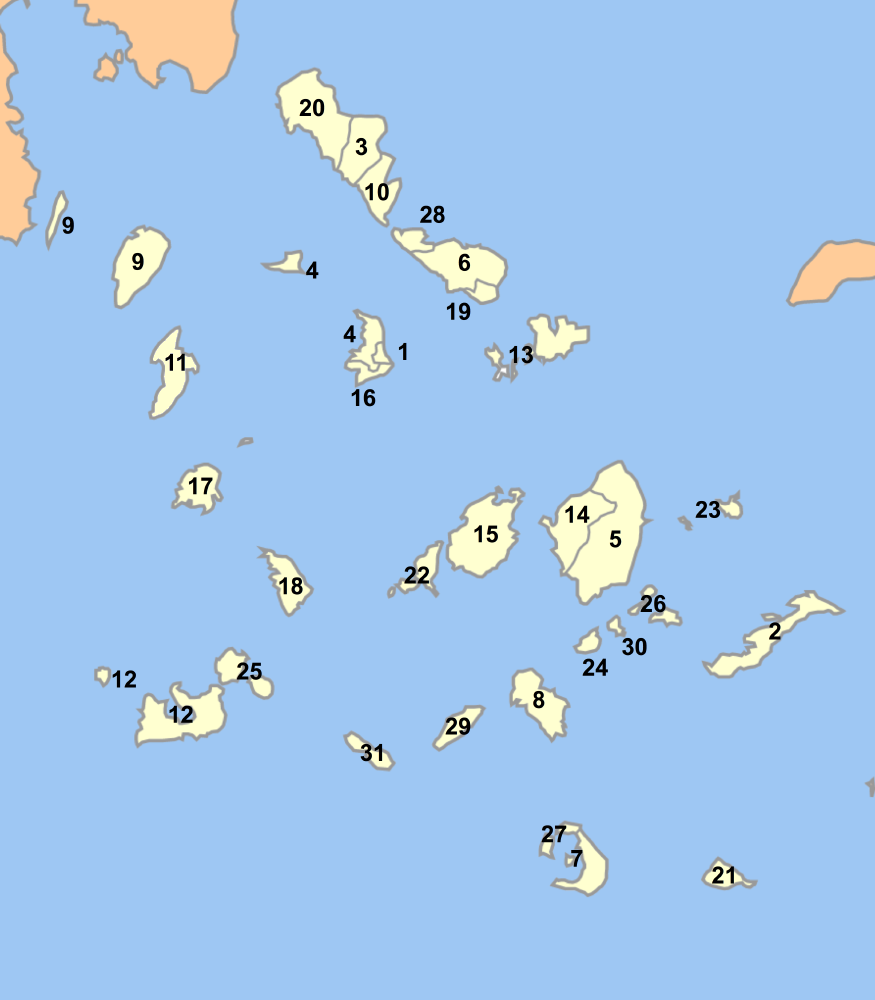
旧キクラデス県の旧自治体（1999年 - 2010年）

現在のケア＝キトノス県の地域は、かつて広域自治体（ノモス）であるキクラデス県に属していた。カリクラティス改革（2011年1月施行）にともないノモスは廃止され、その県域は分割されて行政区（ペリフェリアキ・エノティタ）としてのケア＝キトノス県が成立した。旧自治体は新自治体（ディモス）を構成する行政区（ディモティキ・エノティタ）となっている。
下表の番号は右図と対応している。「旧自治体名」欄で※印を付したものはキノティタ、それ以外はディモス。「政庁所在地」欄で太字になっているものは、新自治体の政庁所在地となったものを示す。
|    | 旧自治体 | 綴り   | 政庁所在地 | 新自治体 |
| -- | -------- | ------ | ---------- | -------- |
| 9  | ケア     | Κέα    | イウリダ   | ケア     |
| 11 | キトノス | Κύθνος | キトノス   | キトノス |

- Διοικητική διαίρεση νομού Κυκλάδων - キクラデス県の自治体・集落一覧（1999年 - 2010年）